# Giải bóng đá vô địch quốc gia Quần đảo Cook 2003
Giải bóng đá vô địch quốc gia Quần đảo Cook 2003 là mùa giải thứ 30 được ghi nhận của giải đấu bóng đá cao nhất ở Quần đảo Cook, với việc không rõ kết quả ở các mùa giải từ 1951 đến 1969, mùa giải 1986 và cả 1988–1990. Tupapa Maraerenga giành chức vô địch lần thứ 5 được ghi nhận, và là lần thứ 3 liên tiếp, mặc dù các nguồn khác cho rằng chức vô địch ở mùa giải 1992 và 1993 tương ứng thuộc về Takuvaine và Avatiu. Nikao Sokattak là đội á quân, với Avatiu về đích thứ ba. Đây là mùa giải đầu tiên trong lịch sử giải đấu có một đội bóng giành chức vô địch 3 lần liên tiếp kể từ thành tích của Titikaveka ở mùa giải 1983.